# Naturpark Fränkische Schweiz – Frankenjura

Logo des Naturparks Fränkische Schweiz-Veldensteiner Forst

Der 1968 gegründete Naturpark Fränkische Schweiz – Frankenjura (bis 2018: Naturpark Fränkische Schweiz - Veldensteiner Forst) ist ein Naturpark im Norden Bayerns. Seine Ausdehnung ist fast deckungsgleich mit der naturräumlichen Haupteinheit Nördliche Frankenalb, wobei der Naturpark etwas größer ist.
Mit einer Fläche von 2346 km² ist er nach dem Naturpark Altmühltal der zweitgrößte Naturpark Bayerns. Träger des Naturparks ist der im Jahre 1968 gegründete Verein Naturpark Fränkische Schweiz-Frankenjura e. V. mit Sitz in Pottenstein. Die heutigen Grenzen wurden mit einer Verordnung 1995 festgeschrieben.
Das Empfangsgebäude des Bahnhofs Muggendorf beherbergt das Info-Zentrum des Naturparks.

## Landschaft

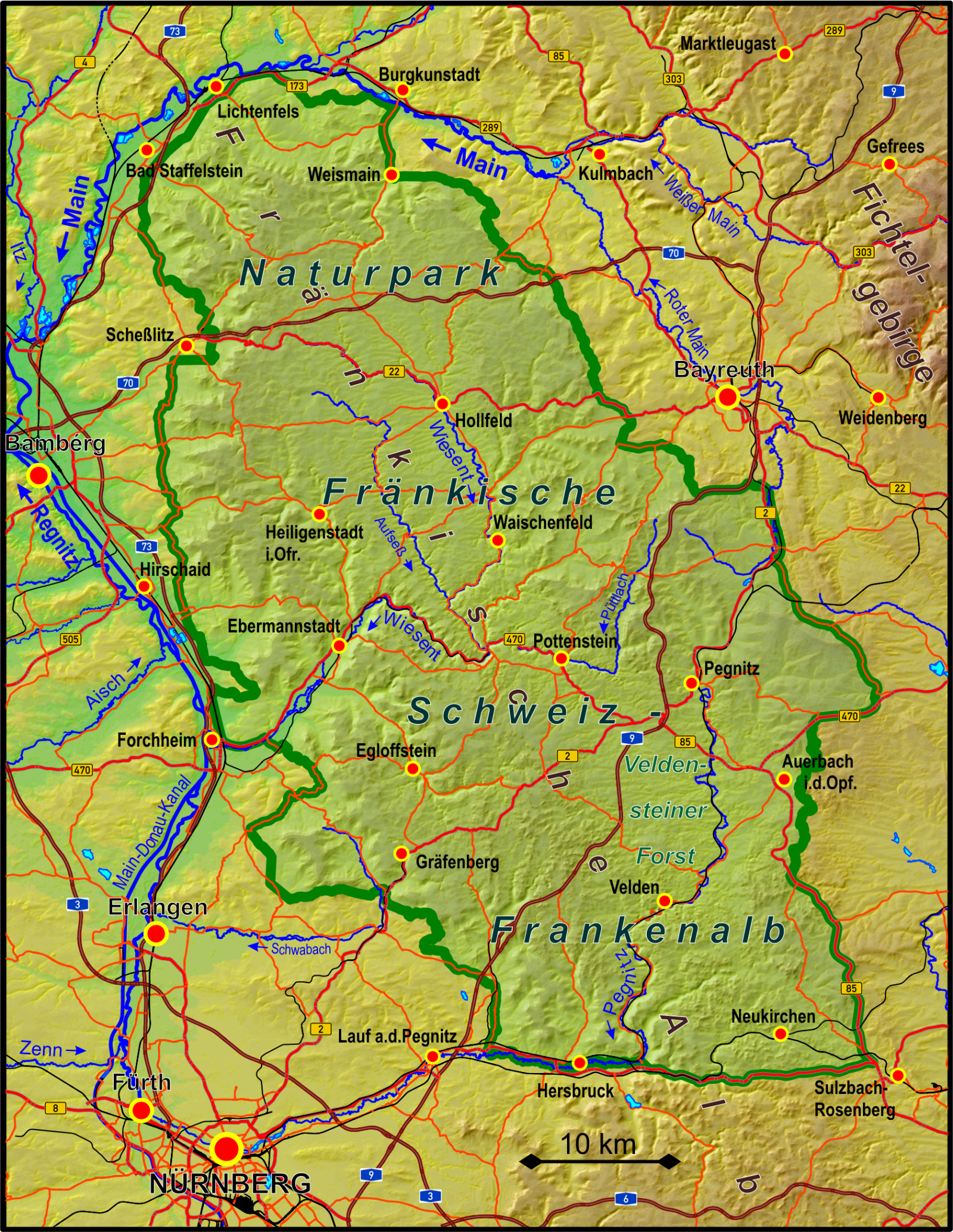
Lage und Topografie des Naturparks Fränkische Schweiz - Frankenalb

Das Kernland des Naturparks bildet die Fränkische Schweiz mit ihren romantischen Taleinschnitten, weiten Jurahochflächen, Felsen, Höhlen und zahlreichen Burgen. Im Osten des Naturparks liegt das geschlossene Waldgebiet des Veldensteiner Forsts mit Kiefern und Rotwildbestand. Die Dolomitkuppenalb sowie der Norden der Landschaften Hersbrucker Alb und Oberpfälzer Jura sind ebenfalls Teil des Naturparks.

## Regionen
Der Naturpark erstreckt sich über Teile der Regierungsbezirke Mittelfranken, Oberfranken und Oberpfalz.
Der Landkreis Bayreuth gehört zu großen Teilen zum Naturparkgebiet; weiterhin umfasst es Teile der Landkreise Bamberg, Forchheim, Kulmbach, Lichtenfels, Neustadt an der Waldnaab, Nürnberger Land und Amberg-Sulzbach.

## Schutzgebiete
Der Naturpark Fränkische Schweiz – Frankenjura wurde am 14. Juli 1995 per Verordnung zum 1. September 1995 amtlich als Naturpark ausgewiesen.

### Naturschutzgebiete (NSG)

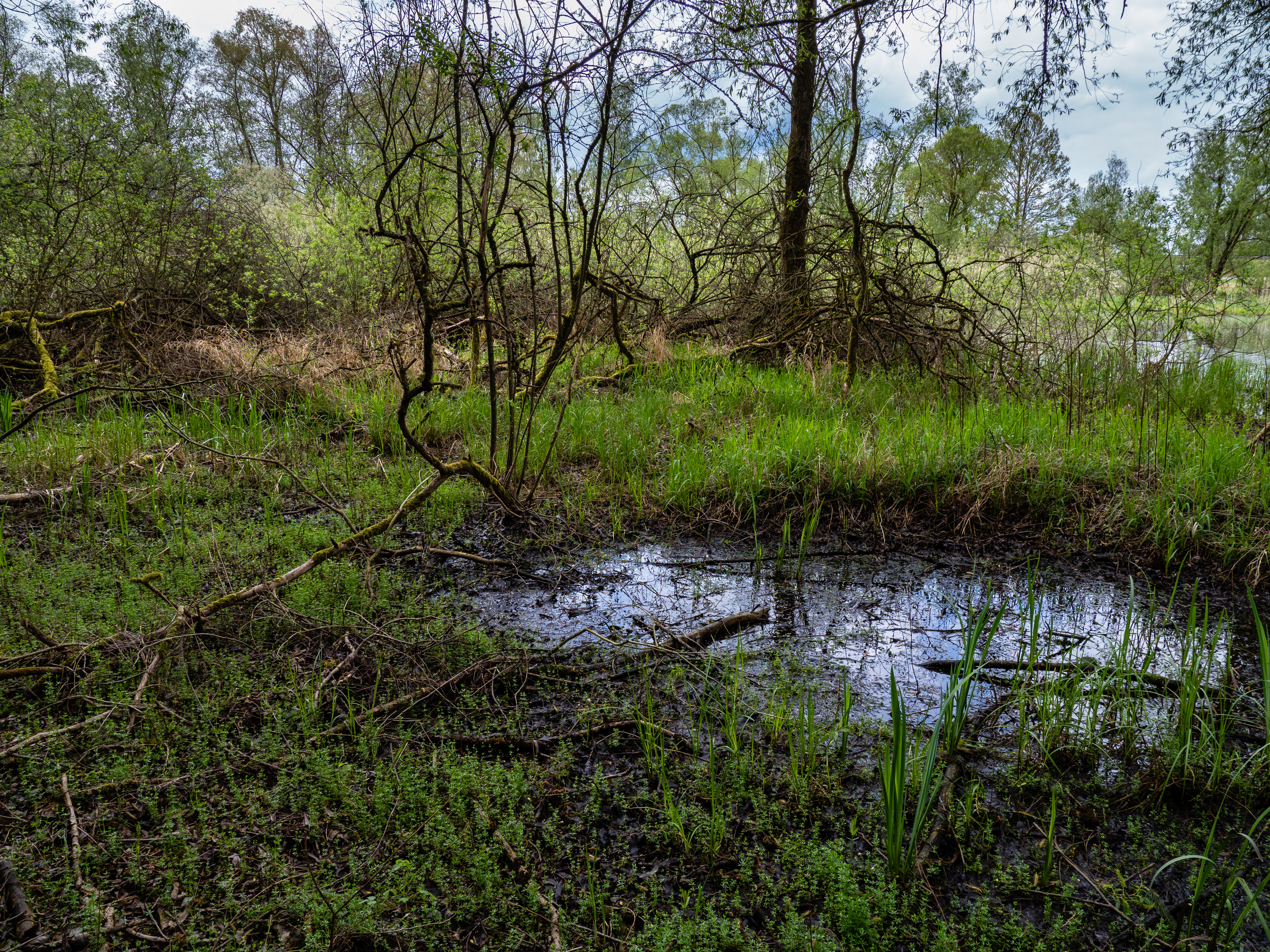
Naturschutzgebiet Gaabsweiher

- Burglesauer Tal, (NSG-00359.01, WDPA: 162656)
- Craimoosweiher, (NSG-00257.01, WDPA: 162685)
- Ehrenbürg, (NSG-00321.01, WDPA: 162874)
- Feuchtgebiet und Sandmagerrasen bei Speikern, (NSG-00242.01, WDPA: 163062)
- Gaabsweiher, (NSG-00318.01, WDPA: 163179)
- Grubenfelder Leonie, (NSG-00513.01, WDPA: 163390)
- Kitschentalrangen, (NSG-00218.01, WDPA: 164105)
- Knock bei Obernsees, (NSG-00527.01, WDPA: 164167)
- Laubmischwald am Hetzleser Berg, (NSG-00317.01, WDPA: 164390)
- Laubmischwald im oberen Aufseßtal, (NSG-00319.01, WDPA: 164392)
- Leidingshofer Tal, (NSG-00292.01, WDPA: 164419)
- Naturwaldreservat Eibenwald bei Gößweinstein, (NSG-00155.01, WDPA: 82213)
- Naturwaldreservat Lohntal, (NSG-00202.01, WDPA: 164760)
- Pegnitzau zwischen Ranna und Michelfeld, (NSG-00548.01, WDPA: 318939)
- Schergenbuck mit Schloß Neidstein, (NSG-00096.01, WDPA: 82519)
- Staffelberg, (NSG-00252.01, WDPA: 165640)
- Trockenhänge um Pottenstein, (NSG-00496.01, WDPA: 165956)
- Wacholderhänge bei Kleinziegenfeld, (NSG-00162.01, WDPA: 82836)
- Wacholderhänge bei Wallersberg, (NSG-00160.01, WDPA: 82837)
- Wacholderhänge bei Wonsees, (NSG-00136.01, WDPA: 82838)

### Landschaftsschutzgebiete
Große Teile des Naturparks sind als Landschaftsschutzgebiete (LSG) ausgewiesen:
- Schobertsberg im Landkreis Bayreuth, (LSG-00292.01, WDPA: 395769)[5]
- Sackdillinger-Krottenseer Forst, (LSG-00191.17, WDPA: 395672)[6]
- Ausweisung des LSG Nördlicher Jura, (LSG-00543.01, WDPA: 396094)[7]
- Breitenstein mit Steinberg, (LSG-00191.01, WDPA: 395660)[8]
- LSG Fränkische Schweiz – Veldensteiner Forst im Regierungsbezirk Oberfranken, (LSG-00556.01, WDPA: 396107)[9]
- LSG Oberes Rotmaintal, (LSG-00532.01, WDPA: 396065)[10]
- LSG innerhalb des Naturparks Fränkische Schweiz – Veldensteiner Forst (ehemals Schutzzone), (LSG-00566.01, WDPA: 396116)[11]
- LSG Sophienberg, (LSG-00038.01, WDPA: 395475)[12]

## Freizeit

### Wandern
Neben zahlreichen örtlichen und regionalen Wanderwegen verlaufen durch das Gebiet der über 500 km lange Frankenweg und der 2007 eröffnete Fränkische Gebirgsweg von Blankenstein an der Sächsischen Saale nach Hersbruck.